# Bouelles
Bouelles é uma comuna francesa na região administrativa da Normandia, no departamento de Sena Marítimo. Estende-se por uma área de 8 km². Em 2010 a comuna tinha 285 habitantes (densidade: 35,6 hab./km²).